# Centrolene sanchezi
Espèce
Statut de conservation UICN

 DD  : Données insuffisantes
Centrolene sanchezi est une espèce d'amphibiens de la famille des Centrolenidae.

## Répartition
Cette espèce est endémique du département de Caquetá en Colombie. Elle se rencontre à Florencia à environ 2 190 m d'altitude sur le versant Est de la cordillère Orientale.

## Description
Les mâles mesurent de 18,9 à 20,7 mm.

## Étymologie
Cette espèce est nommée en l'honneur de Ricardo Sánchez.

## Publication originale
- Ruiz-Carranza & Lynch, 1991 : Ranas Centrolenidae de Colombia II. Nuevas especies de Centrolene de la Cordillera Oriental y Sierra Nevada de Santa Marta. Lozania (Acta Zoológica colombiana), vol. 58, p. 1-26.